# Milan Mravec
Milan Mravec (* 13. ledna 1939) je bývalý slovenský fotbalista, útočník. Po skončení aktivní kariéry působil jako trenér na regionální úrovni.

## Fotbalová kariéra
V československé lize hrál za Dynamo Žilina, Duklu Pardubice, VSS Košice a Lokomotívu Košice. Nastoupil ve 178 utkáních a dal 45 gólů. Za dorosteneckou reprezentaci nastoupil v 6 utkáních a dal 3 góly, za reprezentační B-tým nastoupil v 1 utkání a dal 1 gól. V Poháru vítězů pohárů nastoupil ve 4 utkáních a dal 1 gól.

## Ligová bilance
| Ročník                                   | Zápasy | Góly | Klub              |
| ---------------------------------------- | ------ | ---- | ----------------- |
| 1. československá fotbalová liga 1956    | 8      | 1    | Dynamo Žilina     |
| 1. československá fotbalová liga 1958/59 | 8      | 1    | Dynamo Žilina     |
| 1. československá fotbalová liga 1958/59 | 10     | 1    | Dukla Pardubice   |
| 1. československá fotbalová liga 1959/60 | 16     | 2    | Dukla Pardubice   |
| 1. československá fotbalová liga 1961/62 | 19     | 11   | Dynamo Žilina     |
| 1. československá fotbalová liga 1963/64 | 12     | 3    | VSS Košice        |
| 1. československá fotbalová liga 1964/65 | 21     | 4    | VSS Košice        |
| 1. československá fotbalová liga 1965/66 | 17     | 7    | VSS Košice        |
| 1. československá fotbalová liga 1966/67 | 24     | 4    | VSS Košice        |
| 1. československá fotbalová liga 1967/68 | 18     | 6    | VSS Košice        |
| 1. československá fotbalová liga 1968/69 | 22     | 5    | Lokomotíva Košice |
| 1. československá fotbalová liga 1969/70 | 3      | 0    | Lokomotíva Košice |
| CELKEM                                   | 178    | 45   |                   |